# Cantó de Gersat
El cantó de Gersat és un cantó francès del departament del Puèi Domat, situat al districte de Clarmont d'Alvèrnia. Té sis municipis i el cap és Gersat.

## Municipis
- Aulnat
- Blanzat
- Cébazat
- Gersat
- Malintrat
- Sayat

## Història
| Data d'elecció                           | Identitat     | Partit | Qualitat |
| ---------------------------------------- | ------------- | ------ | -------- |
| 1982-1994                                | Eliane Dumond | PS     |          |
| 1994-                                    | Bernard Auby  | PS     |          |
| les dades anteriors no són pas conegudes |               |        |          |
|                                          |               |        |          |

## Demografia
| 1962   | 1968   | 1975   | 1982   | 1990   | 1999   | 2007   |
| ------ | ------ | ------ | ------ | ------ | ------ | ------ |
| 11.359 | 15.928 | 22.792 | 26.525 | 28.386 | 28.403 | 29.333 |